# Cens (droit seigneurial)
Pour les articles homonymes, voir Cens.

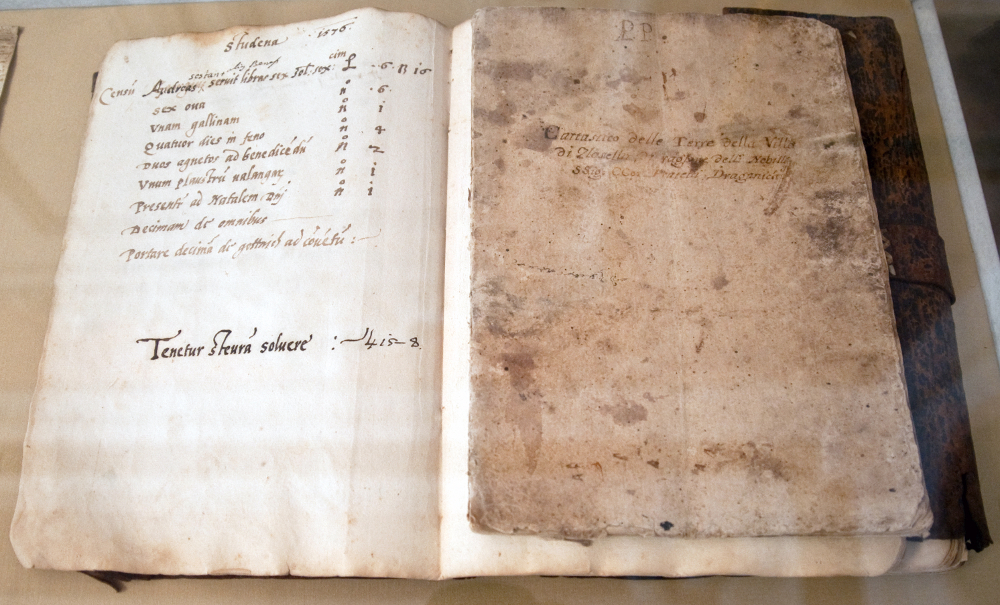
Livre terrier (livre du cens) de Rijeka de 1575. Sur cette page une liste de redevances en latin (œufs, poule, journées de foin…)

Le cens et la censive sont deux termes liés à l'organisation du système de la seigneurie foncière, lié au système féodal :
- le cens est une redevance (« payer le cens »), parfois appelée « censive » ;
- la censive est soit une redevance, soit le fonds (souvent appelé tenure par l'historiographie) sur lequel pèse cette redevance (on parle aussi de « terre censale »), soit la façon de posséder un fonds (fonds tenu en censive, c'est-à-dire, ni en fief, ni en franc-alleu).

## Définitions
Le cens est dû par celui qui a la propriété utile d'un bien foncier (généralement un paysan) à celui qui en a la propriété éminente (le seigneur, qui à l'Époque moderne n'est pas nécessairement un noble). L'un et l'autre, celui qui paye et celui qui reçoit le cens, peuvent être désignés par le mot « censier ».
Dans le cas où le paysan a un statut d'homme libre (vilain), il ne paye rien d'autre au seigneur. Dans le cas où il a le statut de serf (courant au Moyen Âge vers l'an mil, beaucoup moins à l'Époque moderne), il doit payer des droits spécifiques appelés chevage ou chef cens, mainmorte (rachat du droit de transmission), etc.
Le cens ne doit pas être confondu avec le fermage et le métayage qui sont des contrats de droit privé, et non pas de droit seigneurial ou féodal. Par exemple, le seigneur d'un village reçoit des cens des paysans cultivant les tenures, mais il peut aussi louer les terres de la réserve seigneuriale en fermage ou en métayage, au lieu de les faire cultiver par des serfs ou des valets, grâce aux corvées imposées aux paysans censiers.
Dans le cas du fief (ou tenure noble), le lien est établi entre un seigneur et son vassal. Le vassal (au minimum un chevalier) doit au seigneur la fidélité, le service militaire et un certain nombre d'autres obligations vassaliques. 
Dans le cas du franc-alleu, la terre concernée est dépourvu de seigneur, ce qui est assez rare. En effet, l'idée générale des coutumes du nord du royaume de France est : « Nulle terre sans seigneur ». Dans le sud, en partie régi par le droit romain, la notion de terre sans seigneur est acceptable juridiquement.

## Le cens et la censive en tant que redevances
À l'Époque féodale et sous l'Ancien Régime le cens est une redevance foncière annuelle et perpétuelle qui est due par celui qui possède la propriété utile d'un fonds, appelé censive, à celui qui en possède la propriété éminente, appelée seigneurie. Payant le cens, le censitaire est en général roturier, mais il peut aussi être noble ou ecclésiastique. La censive peut consister en une terre, une parcelle bâtie dans une ville, un moulin ou un bac sur une rivière, un péage sur un chemin, des têtes de bétail avec un droit de pâturage, mais aussi un domaine important comme un prieuré.
En donnant le cens, le censitaire reconnaît symboliquement être assujetti à celui dont il tient son fonds. En recevant le cens, le seigneur direct confirme son obligation d'assurer au censitaire une possession juste et paisible. La convention entre le censitaire et le seigneur fait l'objet, à chaque mutation, d'une « reconnaissance » ou d'une « investiture » ou « investition » (lat. investitio, dérivé de investio) lorsque c'est une censive roturière, mais aussi parfois un hommage quand c'est un domaine noble.
On distingue les censives serviles, qui ne peuvent être vendues ou léguées, des censives libres qui peuvent être vendues. Les premières sont supposées[précision nécessaire] avoir pour origine une propriété allodiale qui s'est recommandée à la protection d'un seigneur, les secondes sont supposées[précision nécessaire] avoir été une terre concédée par un seigneur à un homme dépendant ou serf. La censive servile donne lieu à une redevance modeste, le chevage, mais à des corvées bien plus importantes.
Les censives peuvent être louées, soit par le seigneur et elles sont converties en rente, soit par le censitaire en suivant les coutumes du lieu ou de la ville.
Les censives sont purement foncières : même dans les villes, la concession ne porte que sur le foncier nu, les bâtiments et aménagements étant apportés par le censitaire.
La valeur du cens est immuable, elle n'est pas négociable entre les propriétaires utiles et éminents : son montant, en général stipulé en nature, est supposé avoir été fixé de façon immémoriale entre les prédécesseurs du premier censitaire et du premier seigneur. Lorsqu'elle est convertie en argent, le censitaire roturier a toujours la possibilité de la payer en nature.
Le cens doit être considéré comme une redevance plutôt qu'un loyer : il correspond à la prestation de justice et de sécurité que la seigneurie (ou la ville souveraine) doit assurer à ses habitants. C'est donc le revenu et le lien féodal par excellence. D'autres redevances comme les corvées servent à la mise en culture et à l'entretien de la réserve seigneuriale ou des chemins.La réserve est la partie du domaine exploitée par le seigneur et n'est donc pas concédée à cens. La taille était une taxe prélevée exceptionnellement par le seigneur ; elle devient un impôt régulier dû au roi ou au duc.

## La censive en tant que terre censale
La censive, ou terre censale, est un fonds qu'un seigneur de fief a concédé contre le paiement perpétuel d'un cens. Il en a cédé la propriété utile (dominium utile), qui pourra passer aux héritiers qui, à leur tour, et solidairement, devront continuer à payer le cens. Le censitaire, celui qui tient le fonds à cens (la tenure), est responsable de cette terre et propriétaire de sa production. Le seigneur censier, celui qui a droit de lever les cens, conserve la directicité, la propriété éminente (dominium directum).
Le chevage n'est pas, en principe, transmissible. S'il est transmis, le serf doit payer la mainmorte (Mainmorte#Mainmorte et servage).

## Notions connexes

### Censiers
Dans le lexique d'époque, censier signifie « celui qui reçoit ou qui paye le cens ». On peut ainsi parler de seigneur censier ou de fermier censier. 
Pourtant, l'usage historiographique actuel distingue normalement le censier (celui qui reçoit) du censitaire (celui qui paye).
Dans certaines langues d'oïl, censier signifie[Quand ?] fermier. C'est notamment le cas en picard (cinsier) ou en wallon (cinsî). 

### Surcens
À l'époque moderne, le cens étant devenu une redevance assez faible, les seigneurs essaient de l'augmenter : on parle alors de surcens, qui peuvent être la cause de révoltes paysannes[réf. nécessaire].

### Entrecens
L'entrecens était une redevance annuelle versée aux seigneurs propriétaires de la terre, nobles ou congrégations religieuses, pour exploiter des mines de charbon sous l'Ancien Régime. Elle était liée à la production ou à la vente du charbon.

## Abolition durant la Révolution française
Tous les droits relevant du droit seigneurial ou féodal sont abolis durant la Révolution française, soit le 4 août 1789 par l'Assemblée nationale constituante, soit en 1793 par la Convention nationale. 
En août 1789, le cens est déclaré rachetable en 20 ans au nom du respect du droit de propriété, mais les paysans refusent ce système, aboli quelques années plus tard par l'assemblée beaucoup plus radicale élue en 1792, qui a aussi aboli l'esclavage dans les colonies).

## Toponymie
Le mot « censive » est un toponyme actuel.
Par exemple, les sections de Lettres et de Droit de l'université de Nantes se trouvent dans un lieudit appelé « la Censive du Tertre », situé sur la rive droite de l'Erdre, au nord du centre-ville.